# La morte nella stanza della malata
La morte nella stanza della malata (Døden i sykeværelset), è il titolo assegnato a una serie di dipinti realizzati dal pittore norvegese Edvard Munch nel 1893. 
Inoltre vennero realizzati vari schizzi, studi e una litografia. In questi dipinti, Munch rappresenta gli istanti successivi alla morte della sorella Sophie (1862-1877), trapassata a causa della tubercolosi. Difatti, nella serie, sono presenti, voltati di spalle rispetto allo spettatore, i membri della famiglia del pittore, nonché Munch stesso. Il tema della serie fa sì che essa s'inserisca in un programma iconografico concepito negli anni dall'artista norvegese e intitolato Il fregio della vita. In tale ciclo di dipinti, Munch volle rappresentare le quattro tappe della vita e la difficoltà nel rapportarsi con l'altro sesso: il seme d'amore, lo sviluppo e la dissoluzione di quest'ultimo, l'angoscia e infine la morte (di cui La morte nella stanza della malata fa parte).
Dal punto di vista stilistico, invece, la serie mette in evidenza l'abilità di Munch nel destreggiarsi tra movimenti quali il sintetismo e il simbolismo.

## Storia
Edvard Munch si confrontò con il concetto della morte fin dalla più tenera età. Nel 1868, quando il pittore aveva soltanto cinque anni, la madre morì di tubercolosi a soli 31 anni, mentre, nel 1877, la sorella maggiore, Sophie, spirò a causa della stessa malattia a soli 15 anni d'età. Inoltre, dodici anni dopo tali eventi anche suo padre, che dopo la morte della moglie e della figlia era caduto in depressione, perì affliggendo ulteriormente lo stato d'animo del giovane Munch. Lo stesso pittore norvegese, quand'era un bambino, era molto debole malaticcio; difatti, la sua infanzia e giovinezza furono costantemente segante dalla paura della morte, come lui stesso dichiarerà successivamente: “La malattia e la morte albergavano nella casa dei miei genitori. Credo di non essere mai riuscito a superare quelle due disgrazie e questo è stato decisivo anche per la mia arte". Non è un caso che il primo quadro realizzato da Munch, La fanciulla malata, dipinto tra il 1885 e il 1886, abbia come tema preponderante proprio la morte e la malattia.

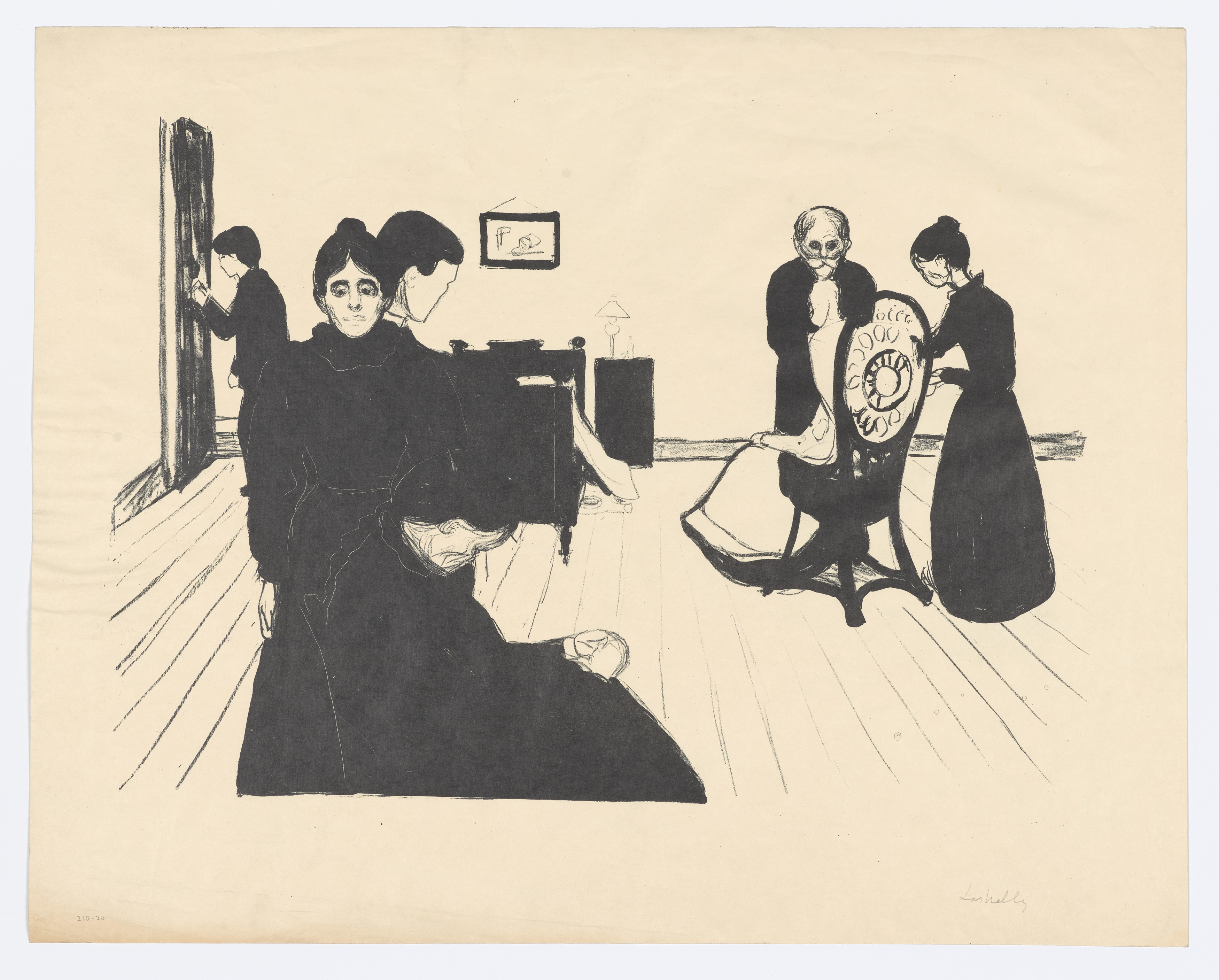
La morte nella stanza, litografia, 1896, Museo Munch.

E' importante notare come in La morte nella stanza della malata, Munch utilizzi una prospettiva diversa rispetto ai suoi dipinti realizzati in precedenza. La donna che giace morta sul letto rimane infatti invisibile allo spettatore, mentre posti al centro in primo piano si trovano i parenti della defunta. Il soggetto del dipinto non è la morte in sé o gli effetti che la malattia ha sull'uomo, ma bensì i sentimenti che i vivi provano difronte a un lutto. Il dipinto segna infatti un passaggio dalla rappresentazione della realtà esterna a una più intima e personale. Inoltre, per dipingere le i parenti della morta, Munch si ispirò ai suoi stessi familiari, si possono infatti individuare le sorelle Laura e Inger, mentre sullo sfondo, vicino alla salma, sono presenti il padre Christian e la zia Karen Bjølstad; vicino alla porta, invece, si troverebbe il fratello Andreas. Tuttavia, Munch non volle riprodurre fedelmente e realisticamente una scena da lui davvero vissuta, bensì rappresentare la mestizia dopo la morte di una persona cara, un sentimento senza tempo. Difatti, i parenti del pittore non sono raffigurate con l'età che avevano al momento della morte di Sophie, ma con quella che avevano l'anno in cui dipinse la serie (eccezion fatta per il padre di Munch, il quale era già trapassato).
Edvard Munch iniziò a lavorare su tale serie nel 1893, durante il suo soggiorno a Berlino. Il pittore norvegese realizzò tre versioni del dipinto, una delle quali è esposta nella Museo nazionale di arte, architettura e disegno, mentre le altre due sono conservate presso il Museo Munch. Inoltre, Munch, al fine di perfezionare la resa finale del dipinto, eseguì diversi schizzi e studi dell'opera, tra cui vi è un pastello anch'esso conservato presso il museo a Oslo a lui dedicato.

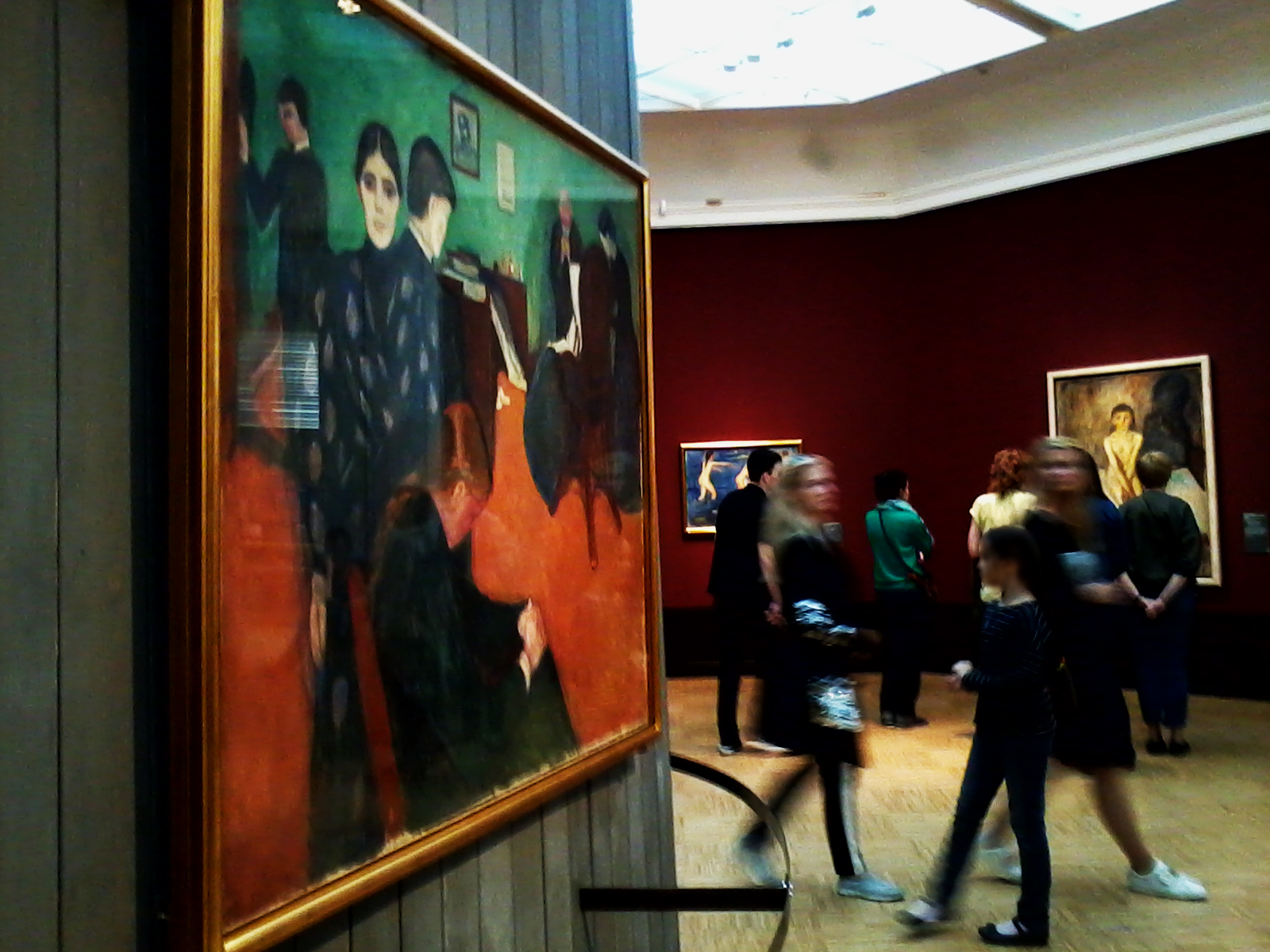
La morte nella stanza in una mostra presso la Galleria Tret'jakov a Mosca nel 2019.

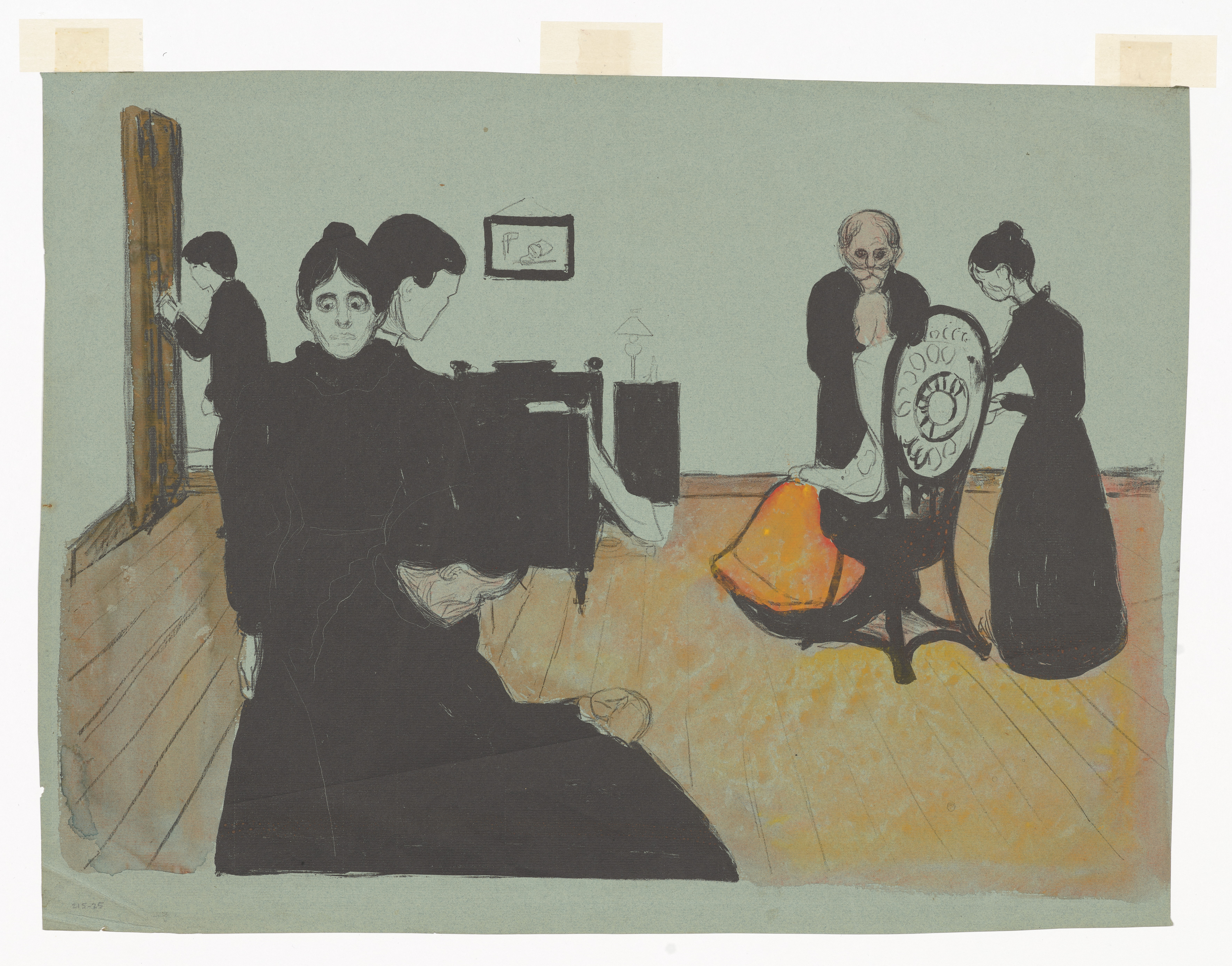
La morte nella stanza, litografia, 1896, Museo Munch

Munch espose per la prima volta La morte nella stanza della malata il 5 dicembre 1893 a Berlino, insieme a un altro ciclo di dipinti intitolato Studio per una serie: Amore, una serie di affreschi considerato il precursore de Il fregio della vita. Infatti, all'interno di tale ciclo di dipinti vi erano opere quali: Il Bacio, Amore e dolore, Madonna, Malinconia e L'Urlo. La morte nella stanza della malata fu posto, all'interno della mostra, direttamente all'ingresso e, secondo il critico dell'epoca Reinhold Heller, in questo modo il dipinto di Munch sorprendeva lo spettatore con l'immediatezza del dolore della morte, suscitando emozioni che nessun quadro dell'artista norvegese era fino a quel momento riuscito a destare. Willy Pastor, uno storico e critico d'arte che partecipò alla mostra, scrisse sul Frankfurter Zeitung, lodando l'opera e sottolineando la potenza dei sentimenti da essa sollevata, che nel dipinto di Munch "l'inizio è alla fine, mentre la fine è all'inizio. L'artista si convince dell'essenza delle cose in uno schizzo sfuggevole. Lascia che le innumerevoli linee del mondo esterno convergano e si accendano in un solo punto". Nicolay Stang, anch'egli storico dell'arte, tuttavia, asserì che la maggior parte del pubblico e della critica deprecarono il dipinto, sottolineando come l'impossibilità nel vedere la salma e comprenderne il sesso fosse un grave mancanza dell'artista.
Nel 1896, Munch realizzò due litografie de La morte nella stanza della malata, le quali furono lodate dallo storico e direttore del Museo di Munch, Arne Eggum, per i forti contrasti tra il bianco e il nero. Questi due colori, secondo Eggum, accentuavano il motivo patetico dell'opera, suscitando nello spettatore "un silenzio ancora più udibile che in qualsiasi versione dipinta".

## Descrizione
Il dipinto mostra un'anonima stanza d'ospedale, con sette persone al suo interno. La vista del paziente malato o ormai defunto è nascosta allo spettatore da una sedia di vimini con lo schienale rialzato, oggetto di uso quotidiano la cui rappresentazione fu alquanto studiata da Munch. Sullo sfondo del quadro, l'attenzione dello spettatore è infatti focalizzata su quelli che l'artista norvegese stesso definiva "accessori della morte", oggetti di uso comune quali il letto, il catino e i flaconi di medicine posti sul comodino. 

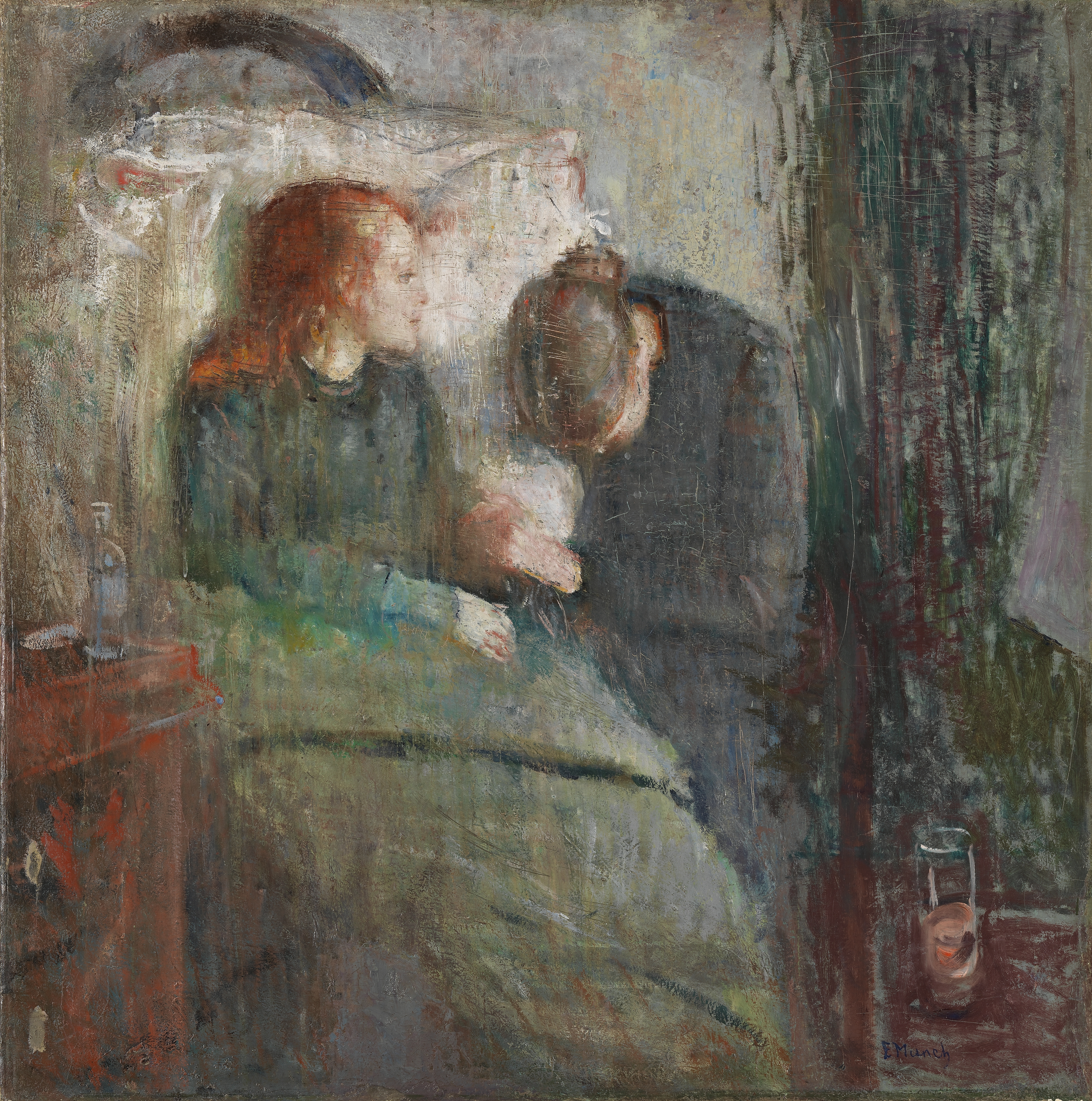
La fanciulla malata, olio su tela, 1885-1886, Museo nazionale

Infatti, il soggetto del dipinto non è la persona defunta in sé, bensì i singoli familiari di quest'ultima: il primo piano è dominato da tre figure, le cui sagome si fondono. Una giovane ragazza è seduta con le mani giunte, come in un gesto di preghiera, e la testa china, mentre una seconda donna guarda direttamente l'osservatore con uno sguardo insofferente, gli occhi serrati e le guance pallide e scavate. Un ragazzo sulla ventina, che è in piedi, dà le spalle allo spettatore, guardando attonito verso la salma. Di fronte a quest'ultima, una donna anziana, che si appoggia alla sedia e tiene il capo abbassato, risulta chiaramente provata dalla situazione, mentre di uomo con la testa calva e la barba, con le mani giunte, sembra lasciarsi andare a un pianto scrosciante. La terza figura maschile, che si trova all'estrema sinistra del dipinto, appoggia una mano alla porta, dando l'impressione allo spettatore di voler lasciare sopraffatto dal dolore provocato dalla perdita di una persona cara. La stanza è arredata in modo scarno; molto spazio circonda le singole figure, che, secondo Reinhold Heller, appaiono come isolate le une dalle altre e quasi immobilizzate in pose non naturali. Sopra il letto, è appesa un'immagine che ritrae Gesù Cristo, simbolo della consolazione che la religione può fornire difronte a una tragedia come la morte.
Dal punto di vista compositivo, il dipinto è caratterizzato da contorni marcati, che delimitano le diverse aree all'interno dell'opera. Le linee e le curve usate per rappresentare una figura vengono riprese e ripetute per le altre persone raffigurate, al fine di continuare una formale ed emotiva tra i diversi personaggi. In tutte e tre le versioni, Munch si servì degli stessi colori e dello stesso simbolismo cromatico. I colori dominanti sono infatti: il marrone castagna, il verde scuro e il blu scuro. Il dipinto custodito presso il Museo Nazionale è stato realizzato con la tecnica della caseina, la quale ne rafforza il potere simbolico grazie all'assenza di ombre. La versione conservata al Museo Munch, invece, utilizza la pittura a olio, fissando meglio le figure e introducendo le ombre nel dipinto.

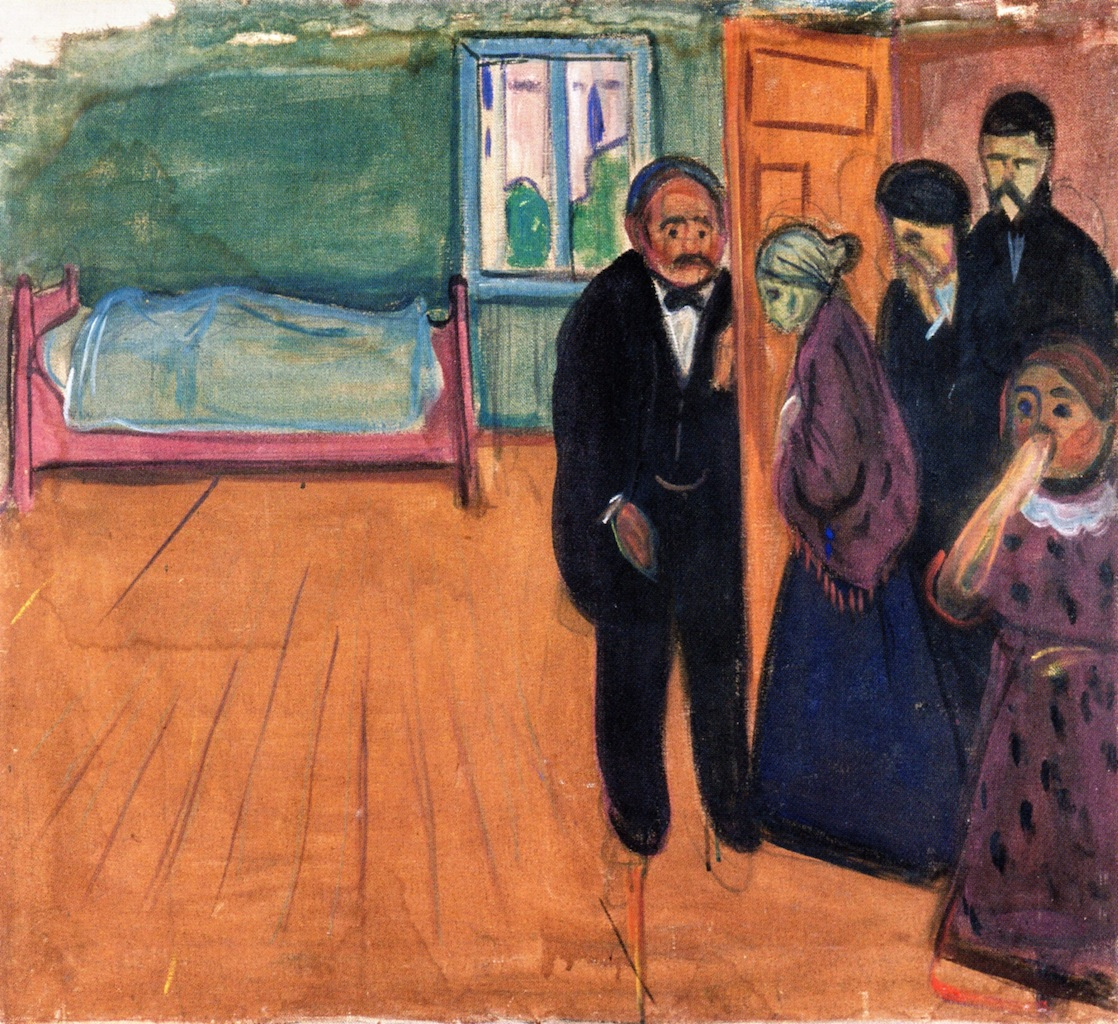
L'odore della morte, olio su tela, 1895, Museo Munch

Secondo Arne Eggum, La morte nella stanza della malata rappresenta appieno la posizione che Munch assunse tra la tecnica artistica postimpressionista del sintetismo, rappresentata dalla scuola di Pont-Aven, guidata da Paul Gauguin, e quella del simbolismo, movimento sviluppatosi a partire dall'Esposizione universale di Parigi del 1889. Per quanto riguarda le figure, Eggum ritenne che esse si ispirassero allo stile di Edgar Degas e Vincent van Gogh, mentre Reinhold Heller affermò che si potevano trovare dei parallelismi con quelle di Henri de Toulouse-Lautrec o con le xilografie di Félix Vallotton.
I critici contemporanei, tuttavia, ritengono che La morte nella stanza della malata sia stata fortemente influenzata dalle opere teatrali di Maurice Maeterlinck, nelle quali il concetto della morte si manifesta attraverso i suoi effetti sulla psiche di coloro che soffrono per la dipartita del proprio caro. In effetti, in quel periodo, Munch si occupò di illustrare L'Intruse, un dramma durante il quale il protagonista in fin di vita è costantemente nascosto al pubblico, venendo conosciuto da quest'ultimo soltanto attraverso i ricordi delle persone ancora vive. Altri studiosi, come Matthias Arnold e Uwe Schneede, citano invece i drammi del connazionale di Munch Henrik Ibsen, il quale era solito rappresentare i suoi personaggi immobili come delle statue. Sempre secondo Arne Eggum, Munch potrebbe inoltre aver attinto dalla filosofia di Søren Kierkegaard, in particolare sulla dicotomia tra attimo e eternità espressa dal pensatore danese nel libro Il concetto dell'angoscia.

## Versioni
Munch realizzò tre versioni sul medesimo soggetto de La morte nella stanza della malata:
| Anno | Stato    | Città | Museo           | Commento | Immagine |  |
| ---- | -------- | ----- | --------------- | --- | -------- |  |
| 1893 | Norvegia | Oslo  | Museo nazionale | Presenta un sapore impressionista ed è dominata da pennellate forti e verticali; la tavolozza è composta principalmente da bianchi, grigi e verdi. |          |  |
| 1893 | Norvegia | Oslo  | Museo Munch     | Figure più distorte e oppresse dallo spazio, con colori cupi e una pennellata più espressionista che enfatizza l’angoscia.                         |          |  |
| 1893 | Norvegia | Oslo  | Museo Munch     | Composizione più astratta e frammentata, con pennellate fluide e figure sfocate che accentuano il senso di vuoto e perdita.                        |          |  |